# Thereianthus montanus
Thereianthus montanus är en irisväxtart som beskrevs av John Charles Manning och Peter Goldblatt. Thereianthus montanus ingår i släktet Thereianthus och familjen irisväxter. Inga underarter finns listade i Catalogue of Life.